# Spachea martiana
Spachea martiana är en tvåhjärtbladig växtart som beskrevs av Acuna och Roig. Spachea martiana ingår i släktet Spachea och familjen Malpighiaceae. Inga underarter finns listade i Catalogue of Life.